# KRC Mechelen
Koninklijke Racing Club Mechelen – belgijski klub piłkarski, grający obecnie w drugiej lidze, mający siedzibę w mieście Mechelen, leżącym w prowincji Antwerpia.

## Historia
Klub został założony w 1904 roku jako Racing Club de Malines, a dwa lata później został zarejestrowany w piłkarskiej federacji. Nazwa klubu zmieniała się trzykrotnie: w 1929 roku do nazwy dodano przedrostki Société Royale, następnie w 1937 roku przetłumaczono ją na język holenderski - Racing Club Mechelen Koninklijke Maatschappij, a obecna nazwa obowiązuje od 1957 roku.
W latach 1910–1911 Racing Mechelen rozegrał swój pierwszy sezon w pierwszej lidze i zajął 8. miejsce na 12 drużyn. W tamtym okresie lokalny rywal, FC Malines (później znany jako KV Mechelen), występował w rozgrywkach drugiej ligi. Sezon później Racing spadł do drugiej ligi. Tuż przed wybuchem pierwszej wojny światowej zajął 2. miejsce w swojej lidze, a rywale zza miedzy - 3. RC Malines awansował do pierwszej ligi i jako beniaminek zakończył sezon 1919/1920 na 6. pozycji. W latach 1929–1930 po kilku sezonach spędzonych w drugiej lidze Racing zajął 3. miejsce. W 1952 roku został wicemistrzem Belgii, a rok i dwa wcześniej zajmował miejsca na najniższym stopniu podium. W 1954 roku awansował do finału Pucharu Belgii, jednak przegrał w nim 1:3 ze Standardem Liège. Niedługo potem zespół spadł do drugiej ligi i sporadycznie występował w ekstraklasie Belgii.

## Sukcesy
- Eerste Klasse:
  - wicemistrzostwo (1): 1952
  - 3. miejsce (4): 1929, 1930, 1950, 1951
- Tweede Klasse:
  - mistrzostwo (4): 1910, 1948, 1975, 1988
  - wicemistrzostwo (5): 1914, 1925, 1939, 1946, 1985
- Puchar Belgii:
  - finał (1): 1954

## Reprezentanci kraju grający w klubie
- Gerhard Breitenberger
- Thomas Chatelle
- Walter Meeuws
- Willy Wellens
- Omar Mbanza Mussa Rukundo
- Andrej Kvašňák
- Jens Petersen
- Givi Didava
- Joop Lankhaar
- Ben Wijnstekers
- Uche Okafor
- Odd Iversen
- Włodzimierz Lubański
- Waldemar Prusik
- Jimmy Mulisa
- Julius Conteh